# Tersana SC
Tersana Sporting Club (arab. ‏النادي الترسانة الرياضي‎) – egipski klub piłkarski, grający w drugiej, a niegdyś w pierwszej lidze egipskiej, mający siedzibę w mieście Giza, trzecim co do wielkości w kraju.

## Historia
Tersana został założony w 1921 roku. Swój jedyny tytuł mistrza kraju wywalczył w sezonie 1963/1964. Sześciokrotnie zdobył Puchar Egiptu - pierwszy w 1923 roku, a ostatni w 1986.

## Sukcesy
- I liga[1]:
  - mistrzostwo (1): 1962/1963.
  - wicemistrzostwo (5): 1948/1949, 1949/1950, 1959/1960, 1963/1964, 1974/1975.

- Puchar Egiptu[2]:
  - zwycięstwo (6): 1923, 1929, 1954, 1965, 1967, 1986.
  - finał (3): 1950, 1956, 1966.

## Występy w afrykańskich pucharach
| Sezon     | Rozgrywki                 | Runda | Kraj    | Klub                     | Dom | Wyjazd | Dwumecz |
| --------- | ------------------------- | ----- | ------- | ------------------------ | --- | ------ | ------- |
| 1964/1965 | Puchar Mistrzów           | 2     |         | Cotton Factory Club      | –   | –      | –       |
| 1987      | Puchar Zdobywców Pucharów | 1     | Rwanda  | Mukura Victory Sports FC | 5–0 | 1–1    | 6–1     |
| 1987      | Puchar Zdobywców Pucharów | 2     | Tunezja | Espérance Tunis          | 0–0 | 0–2    | 0–2     |

## Stadion
Domowe mecze klub rozgrywa na stadionie o nazwie Stadion Mit Okba w Gizie, który może pomieścić 10000 widzów.